# Konyaspor
Konyaspor is een voetbalclub opgericht in 1922 te Konya, Turkije. 
De club speelt haar thuiswedstrijden in het Konya Büyükşehir Torku Arena. De kleuren van de club zijn groen en wit. Op 31 mei 2017 wonnen ze de Beker van Turkije door Istanbul Başakşehir met 4 - 1 in de strafschoppenreeks te verslaan.

Konya ligt in Centraal-Anatolië.

## Geschiedenis

### Oprichting
Konya Gençlerbirligi werd opgericht in 1922. In 1965 fuseerde de club met Meramspor en Çimentospor. Konya Gençlerbirligi werd Konyaspor en de clubkleuren werden zwart en wit. In 1981 fuseerde Konyaspor opnieuw, dit keer met rivaal Konya Idman Yurdu. Tot 1981 voetbalde Konyaspor in het zwart en wit, in 1981 nam men de kleuren van Konya Idman Yurdu over (groen en wit). Konyaspor heeft twee periodes gevoetbald in de Süper Lig: van 1988 t/m 1993 en van 2003 tot op heden. In het seizoen 2008/2009 is Konyaspor gedegradeerd uit de Süper Lig. In het seizoen 2009/2010 is de club weer gepromoveerd naar Süper Lig. In het seizoen 2010/2011 degradeert de club terug naar het 1. Lig. In het seizoen 2011/2012 wordt de club 5de in zijn competitie, en mag zo dus play-offs gaan spelen voor de hoogste divisie van het land. Maar de club wordt meteen in de halve finales uitgeschakeld door Kasımpaşa SK, met 0-2 en 0-4 scores. In 2012 veranderde de club zijn naam in Torku Konya Spor Kulübü.

### De jaren 60 - De beginjaren
De club kwam voor het eerst in 1965 uit in het 2. Lig als Konya Idman Yurdu. Datzelfde seizoen eindigt de club op een 9de plaats van 11 teams. In het seizoen 1966-1967 wordt de club meteen 9de geplaatst in de rangschikking. In het seizoen 1967-1968 wordt de club 11de en in 1968-1969 wordt het 16de. Zo degradeert het voor het eerste keer sinds het oprichting naar een lagere competitie, in dit geval naar het 3. Lig. 

### De jaren 70 - Pieken en dalen
Uiteindelijk in het seizoen 1970-1971 promoveert de club terug naar de tweede divisie. In het seizoen 1971-1972 wordt Konyaspor daar 10de in de competitie. In het seizoen 1972-1973 begint de club beter te presteren. Konyaspor wordt als 6de geplaatst in de rangschikking. In het seizoen 1973-1974 wordt Konya Idman Yurdu 14de van de zestien ploegen met maar 1 punt meer dan het degraderende Erzurumspor. Uiteindelijk wordt Konyaspor nog in het seizoen 1974-1975 als 13de geplaatst, in 1975-1976 als 15de en in 1976-1977 als 10de. In het seizoen 1977-1978 wordt de club 9de van de 16 teams. In het seizoen 1978-1979 wordt de club nog laatste in zijn competitie en degradeert zo naar het 3. Lig terug. Uiteindelijk wordt Konyaspor in het seizoen 1979-1980 daar kampioen en promoveert het zo terug naar het 2. Lig.

### De jaren 80 - Voor het eerst in het hoogste divisie
In het seizoen 1980-1981 wordt de club onder de naam Konya Idman Yurdu laatste in het 2. Lig (tweede hoogste voetbaldivisie). In het seizoen 1981-1982 speelt de club voor het eerst onder de naam Konyaspor. Het eindigt die seizoen op een 4de plaats. In het seizoen 1982-1983 wordt de club 9de van de 16 ploegen. Datzelfde seizoen moesten er van elke reeksen 5 ploegen degraderen naar het 3. Lig, wat de derde hoogste divisie is. Daar heeft de club wel geluk gehad want Konyaspor had maar 2 punten meer dan Karabükspor die op een 12de plaats stond en degradeerde die seizoen. In het seizoen 1983-1984 eindigde Konyaspor de competitie op een 8ste plaats, in 1984-1985 op een 2de plaats en 1985-1986 op een 4de plaats. Ook in het seizoen 1986-1987 wordt de club 2de in zijn competitie met evenveel punten als de kampioen Sakaryaspor. Omdat Sakaryaspor een betere doelpuntensaldo had mocht het promoveren naar het Süper Lig. Uiteindelijk in het seizoen 1987-1988 werd de club dan toch kampioen met 65 punten en mocht zo het komend seizoen voor het eerst sinds het oprichting in het hoogste divisie van het land uitkomen. In het seizoen 1988-1989 wanneer de club voor het eerst in het hoogste divisie van het land mag spelen, wordt de club gerangschikt op een 8ste plaats. Ook in het seizoen 1989-1990 presteerde de club goed, en eindigde zo op een 7de plaats in de competitie, met 2 punten meer dan Malatyaspor dat die seizoen degradeerde.

### De jaren 90
In het seizoen 1990-1991 wordt de club gerangschikt op een goede 12de plaats. Ook in het seizoen 1991-1992 wordt de club 12de gerangschikt in de competitie. In het seizoen 1992-1993 wordt de club 16de van de hetzelfde aantal teams en degradeert het zo naar het 2. Lig. In het seizoen 1993-1994 wordt de club derde en mag zo play-offs spelen om terug te promoveren naar het Süper Lig. Maar meteen in de kwartfinales verliest Konyaspor tegen Antalyaspor met een 2-3-eindstand. In het seizoen 1994-1995 wordt de club 7de in de competitie. In het seizoen 1995-1996 wordt de club 2de en mag zo in een groepsfase spelen voor promotie naar het hoogste divisie. In deze groep wordt de club 10de en zal het dus de komende seizoen ook moeten opnemen in het 2. Lig. In het seizoen 1996-1997 werd de club derde in de competitie en mocht zo dus terug play-offs spelen voor promotie. Maar alweer verloor het meteen in de kwartfinales. Deze keer was het 0-3 tegen Adanaspor. In het seizoen 1997-1998 eindigde de club op een 5de plaats en in het seizoen 1998-1999 op een 4de plaats. In het seizoen 1999-2000 wordt de club onder de naam Kombassan Konyaspor 2de in de competitie en mag zo in een groepsfase spelen om te promoveren naar de hoogste klasse. In deze groepsfase wordt Konyaspor 5de en mag zo nog als laatste hoop play-offs spelen. In de kwartfinales wint de club met een 2-0-eindstand tegen Ankaraspor. In de halve finales moest Konyaspor het opnemen tegen Diyarbakirspor. De wedstrijd eindigde op een 1-1 gelijkspel dus moest er een winnaar komen via de strafschoppenseries. Hier wist Diyarbakirspor te winnen.

### 2000-2010
In het seizoen 2000-2001 wordt de club 1ste in zijn reeks en mag zo dus weer in de groepsfase spelen voor een promotie. Deze keer wordt het 3de in deze groep en mag Konyaspor zo uiteindelijk terug play-offs spelen. Deze keer verliest Konyaspor meteen in de kwartfinales tegen Altay Izmir. In het seizoen 2001-2002 werd de club als 5de geplaatst in de rangschikking. In het seizoen 2002-2003 wordt de club kampioen en promoveert het dan toch naar het Süper Lig. In het seizoen 2003-2004, het eerste seizoen dat de club in het Süper Lig mag uitkomen in het jaren 2000, wordt de club gerangschikt op een 11de plaats. Het seizoen daarna in 2004-05 wordt de club een goede 8ste in de competitie en in 2005-2006 wordt het 7de in de rangschikking. In het seizoen 2006-2007 wordt de club 9de met 45 punten. Ook al blijkt dit een goede plaats te zijn voor de club, het puntenaantal was maar 6 punten meer dan Antalyaspor dat die seizoen degradeerde. In het seizoen 2007-2008 wordt de club ook nog eens 14de. En in het seizoen 2008-2009 wordt het 16de en kan de degradatie niet afdwingen. Uiteindelijk in het seizoen 2009-2010 wordt de club 6de en kwalificeerde zich zo naar de play-offs voor promotie. In het eerste wedstrijd wist Konyaspor tegen Adanaspor te winnen met een 3-1-eindstand. Ook de tweede wedstrijd werd gewonnen. Konyaspor won tegen Karşıyaka SK met 1-0. Bij de derde wedstrijd speelde Konyaspor gelijk met 2-2 tegen Altay Izmir. Omdat Konyaspor de meeste punten had van deze drie ploegen promoveerde het terug naar het Süper Lig.

### 2010-2013
In het seizoen 2010-2011 wordt de club 17de en mag zo dus terug degraderen naar het 1. Lig. Ook in het Turkse beker presteerde de club niet al te goed. Konyaspor werd uitgeschakeld in de play-off ronde tegen Bucaspor. Het verloor thuis met een 0-1-eindstand. In het seizoen 2011-2012 wordt de club 5de in de competitie en mag zo play-offs gaan spelen om te promoveren naar het hoogste divisie van het land. De club zal het in de halve finales moeten opnemen tegen Kasımpaşa SK. Konyaspor verliest de twee wedstrijden met 0-2 en 0-4 en blijft dus de volgende seizoen ook spelen in het 1. Lig. In het seizoen 2012-2013 versterkt de club zich met de Nederlandse voetballer Sjoerd Ars. De club eindigt dat seizoen ook op een 6de plaats, en mag zo dus weer play-offs spelen om te promoveren naar het Süper Lig. In de halve finales van deze play-offs speelt de club tegen Bucaspor. De eerste wedstrijd verliest Konyaspor met 0-1 maar de terugwedstrijd weet Konyaspor wel met 2-1 te winnen, en kwalificeert zich zo naar de finale omdat het buitenhuis meer doelpunten scoorde dan Bucaspor. In de finale zal de club het moeten opnemen tegen Manisaspor. Deze wedstrijd wint Konyaspor met 2-0 en promoveert zo na twee jaar terug naar het Süper Lig.

### 2014 en verder
Na de opening van het nieuwe stadion, de Konya Büyükşehir Belediye Stadyumu, dat bijna een dubbele capaciteit kent (42.276 tegenover de 22.459 zitplaatsen van het Atatürkstadion), vindt Konyaspor de weg naar boven in de Süper Lig en eindigt het als promovendus als elfde in de competitie. Het jaar daarna eindigt Konyaspor zelfs als achtste en voor de komende jaren lijkt Europees voetbal een realistische doelstelling.

## Prestaties en resultaten

### Teamprestaties
| Competitie      | Aantal | Jaren            |
| --------------- | ------ | ---------------- |
| Turkse beker    | 1x     | 2016/17          |
| Turkse supercup | 1x     | 2017             |
| Tweede divisie  | 3x     | 1988, 2003, 2010 |
| Derde divisie   | 1x     | 1971             |
| TSYD beker      | 5x     |                  |

### Resultaten in de Turkse competities
| 11 |

| 4 |

| 9 |

| 8 |

| 2 |

| 4 |

| 2 |

| 1 |

| 8 |

| 7 |

| 12 |

| 12 |

| 16 |

| 16 |

| 7 |

| 2 |

| 3 |

| 5 |

| 4 |

| 2 |

| 4 |

| 5 |

| 1 |

| 11 |

| 8 |

| 7 |

| 9 |

| 14 |

| 16 |

| 3 |

| 17 |

| 5 |

| 6 |

| 11 |

| 8 |

| 3 |

| 9 |

| 15 |

| 8 |

| Süper Lig |

| 1. Lig |

| Süper Lig |

| 1. Lig |

## Konyaspor in Europa
Uitslagen vanuit gezichtspunt Konyaspor
| Seizoen | Competitie               | Ronde        | Land                   | Club                | Totaalscore | 1e W    | 2e W    | PUC |
| ------- | ------------------------ | ------------ | ---------------------- | ------------------- | ----------- | ------- | ------- | --- |
| 2016/17 | Europa League            | Groep H      | Vlag van Oekraïne      | Sjachtar Donetsk    | 0-5         | 0-1 (T) | 0-4 (U) | 1.0 |
|         |                          | Groep H      | Vlag van België        | KAA Gent            | 0-3         | 0–2 (U) | 0–1 (T) | 1.0 |
|         |                          | Groep H (4e) | Vlag van Portugal      | SC Braga            | 2-4         | 1-1 (T) | 1-3 (U) | 1.0 |
| 2017/18 | Europa League            | Groep I      | Vlag van Frankrijk     | Olympique Marseille | 1-2         | 0-1 (U) | 1-1 (T) | 5.0 |
|         |                          | Groep I      | Vlag van Portugal      | Vitória SC          | 3-2         | 2-1 (T) | 1-1 (U) | 5.0 |
|         |                          | Groep I (3e) | Vlag van Oostenrijk    | Red Bull Salzburg   | 0-2         | 0-2 (T) | 0-0 (U) | 5.0 |
| 2022/23 | Europa Conference League | 2Q           | Vlag van Wit-Rusland   | FK BATE Borisov     | 5-0         | 3-0 (U) | 2-0 (T) | 2.5 |
|         |                          | 3Q           | Vlag van Liechtenstein | FC Vaduz            | 3-5         | 1-1 (U) | 2-4 (T) | 2.5 |

Totaal aantal punten voor UEFA coëfficiënten: 8.5

## Stadion

### Konya Atatürkstadion
Konya Atatürk Stadion is het thuisbasis van Atiker Konyaspor. Konyaspor speelt al in het Atatürk Stadion sinds 1981 de club is opgericht. Dit stadion is wel gemaakt in 1950 en is ook nog eens vernieuwd in 2005. Het stadion heeft een totale capaciteit van 22.456 zitplaatsen. In het seizoen 2005-2006 werd het stadion met een gemiddelde van 17.500 toeschouwers per wedstrijd, tot het vierde meest bevolkte stadion van het land gekozen.

### Nieuw stadion
In 2011 werd de eerste steen gelegd van een nieuw stadion in Konya. Het voetbalstadion biedt plaats aan ruim 42.000 toeschouwers, en is daarmee een van de grootste stadions van het land. Dit stadion was eigenlijk een project voor het EK voetbal in 2020. De tribunes zijn 9 tot 11 meter ver zijn van het veld, en onder alle vier de tribunes bevinden zich autoparkeerplaatsen. Naast het stadion is er een sportzaal met een capaciteit van 10.000 zitplaatsen. Op 13 september 2014 werd het nieuwe stadion, de Konya Büyükşehir Torku Arena, geopend.

## Supporters

### Nalçacilar & 42 Gençlik
De supporters van Konyaspor zijn bekend in Turkije, maar ook in vele andere Europese landen. De Nalçacilar en 42 Gençlik zijn een fanatieke aanhang die voor een echte voetbalsfeer in het stadion zorgt. Konyaspor speelt thuis een stuk beter dan in uitwedstrijden. O.a. de steun van de supportersgroepen is hier een oorzaak van. De groep Nalçacilar is opgericht in 1983.

### Logo
Bij het oprichting van Konyaspor in 1981 werd gekozen voor het stadswapen van de stad Konya, bestaande uit twee zwart gekleurde adelaars, als embleem van de nieuwe club. Boven deze adelaars staat Konyaspor in groene letters, en eronder staat het oprichtingsjaar dat in dit geval 1981 is. Deze staan allemaal in een groene cirkel met witte achtergrond.

### Rivaliteit
De supporters van Konyaspor hebben ook een zware aartsrivaal. Deze aartsrivaal is Ankaragücü. Bij elke wedstrijd dat deze ploegen tegen elkaar spelen is het stadion vol. Deze rivaliteit ontstond toen deze twee teams tegen elkaar een wedstrijd speelden. Bij deze wedstrijd kwamen er supporters van Ankaragücü het veld binnenstormen en de voetballers en supporters van Konyaspor slaan en verwonden. Deze wedstrijd werd met 3-0 gewonnen door Konyaspor.